# Stockholms regeringskvarter

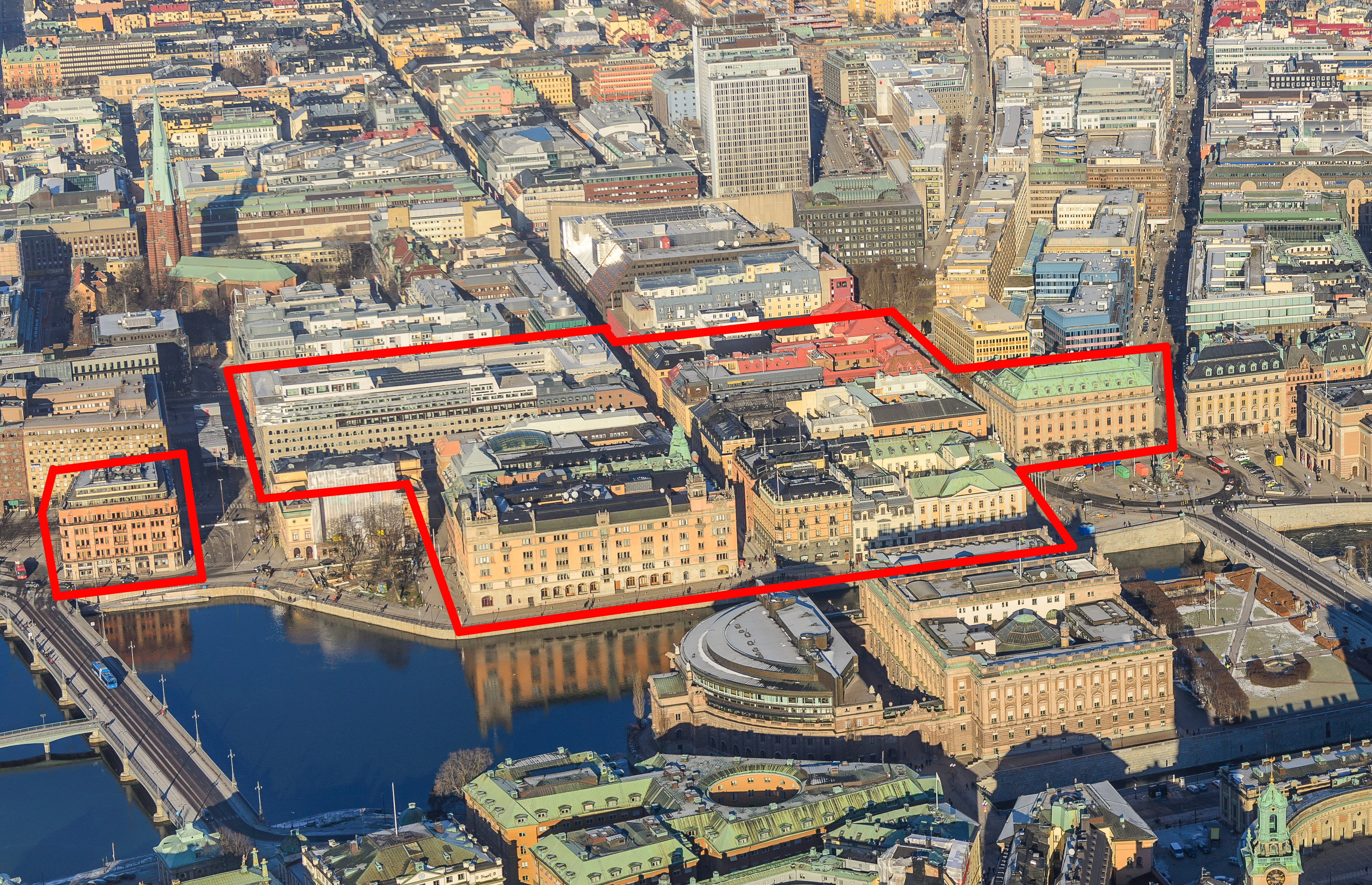
Stockholms regeringskvarter på Nedre Norrmalm (inom röd markering), vy mot norr, 2013.

Stockholms regeringskvarter, ibland under benämningen Departementsstaden, finns på Nedre Norrmalm i centrala Stockholm. Området ligger samlat kring Fredsgatan och Drottninggatans södra del och består av tio kvarter: Rosenbad, Lejonet, Vinstocken, Johannes större, Tigern, Röda bodarne, Brunkhuvudet, Brunkhalsen, Björnen och Loen. Drottninggatan delar Departementsstaden i en västlig och en östlig sida.
De första fastigheterna i Departementsstaden förvärvades 1906 (Arvfurstens palats) och den sista år 2019 (Adelswärdska huset), båda i kvarteret Lejonet. I kvarterens fastigheter har Regeringskansliet lokaler för sina olika departement. Flera byggnader har mycket höga kulturhistoriska värden – de flesta är blåmärkta av Stadsmuseet i Stockholm vilket innebär "att bebyggelsen bedöms ha synnerligen höga kulturhistoriska värden". Några är skyddade som byggnadsminnen. Byggnadsbeståndets ålder sträcker sig från 1640-talet, då kvarteren bildades, fram till våra dagars ombyggnationer.
Bland kända byggnader i kvarteren noteras Arvfurstens palats och Sagerska huset i kvarteret Lejonet samt Rosenbadkomplexet i kvarteret Rosenbad. Fastigheterna ägs av svenska staten genom Statens fastighetsverk. Tillkomsten av Departementsstaden, som tog omkring 30 år att genomföra, illustrerar även en ändrad inställning till hur stadsförnyelse skulle bedrivas: från total rivning av byggnadsbeståndet och nybyggnation, till bevarande och varsam upprustning. År 2020 fanns här omkring 4 000 arbetsplatser för Regeringskansliets medarbetare.

## Kvarterens äldre historia

### Regleringen av södra Norrmalm

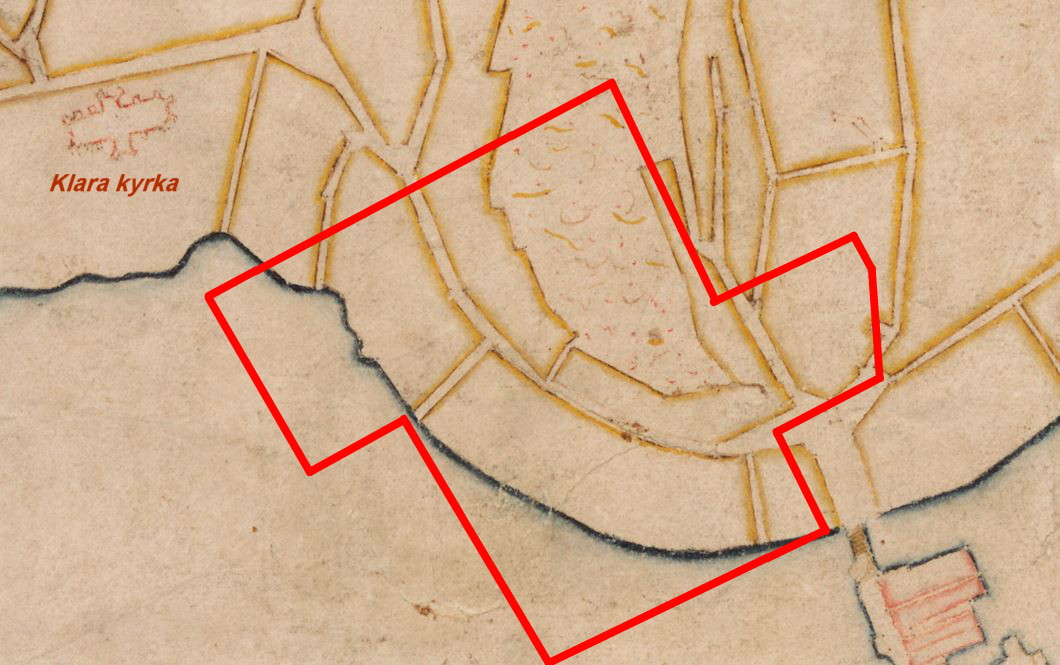
Området före regleringen 1625 med det ungefärliga läget för regeringskvarteren.

Mellan 1602 och 1635 var Norre Förstaden (Norrmalm) praktiskt taget en självständig stad, som snabbt ökade i både omfång och folkmängd. Anledningen var att Sveriges stormaktstid inletts under Gustav II Adolfs regering med stor inflyttning till huvudstaden som följd. Under åren 1635 till 1685 fyrdubblades Stockholms befolkning till cirka 60 000 individer. Det skulle bli den största relativa befolkningsökningen i staden genom tiderna.
Regleringen på Norrmalm tog sin början under 1630-talet när överståthållaren Klas Fleming gav generalkvartermästaren Olof Hansson Örnehufvud i uppdrag att lägga ut en stram rutnätsplan över området. Idéerna kom från renässansen, det skulle vara regelbundna och rätvinkliga rutnät av gator och kvarter. En regleringskarta från 1636 eller 1637 finns bevarad som visar de första utstakade kvarteren norr om Klara kyrka. Innan dess fanns här ett vildvuxet system av gator, gränder och oregelbundna kvarter. Vid den tiden existerade bara ett knappt tiotal stenhus, koncentrerade till södra delen av Norrmalm, resten var trähus respektive korsvirkeshus.
Större gator var östra och västra Sträckegatan som gick krokiga och backiga öster och väster om Brunkebergsåsen. Under 1640-talets sista år arbetade man med gatunätet söder om Klara kyrka omkring Malmtorget (nuvarande Gustav Adolfs torg). Fredsgatan stensattes 1648 (året då trettioåriga kriget tog slut) och då försvann även den sista resten av Sträckegatan. I trakten kring kvarteret Björnen hade flera krukmakare sina gårdar och verkstäder, som arkeologiska utgrävningar från 1978 kunde visa. Allt revs eller flyttades när den nya "regulariteten" trädde i kraft.

### Tidiga byggherrar

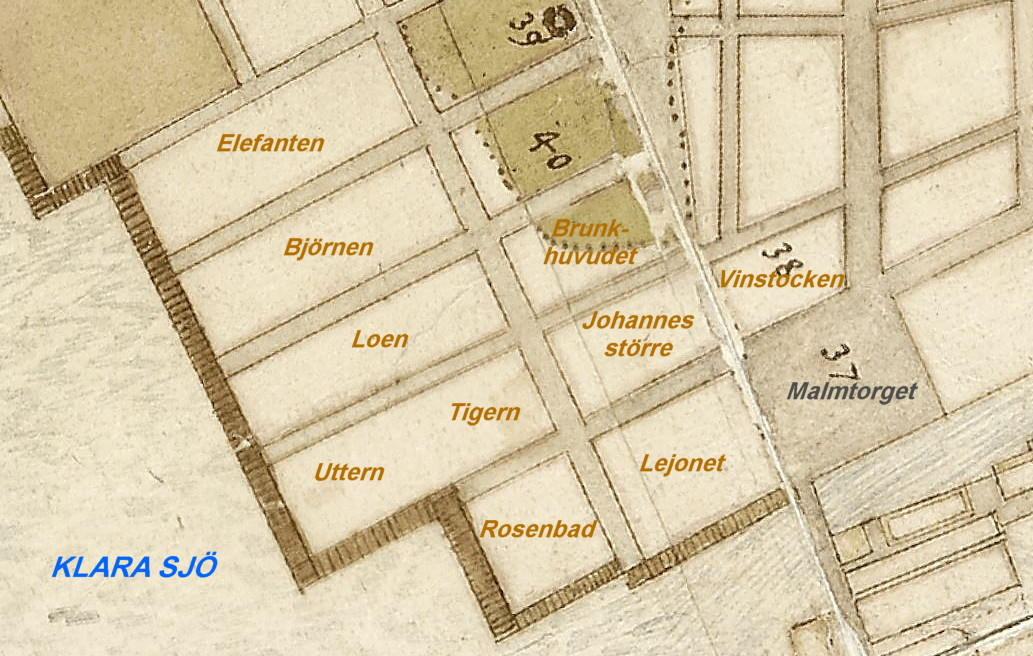
Dansk 1640-talskarta över södra Norrmalm med nuvarande kvartersnamn.

De tidiga byggherrarnas befattningar och yrken visar att de attraktiva tomterna mittemot Slottet Tre Kronor förvärvades inte bara av personer ur högadeln och av höga statliga tjänstemän eller militärer, utan även av välbärgade hantverkare. Ett av de första husen som uppfördes i de nya kvarteren var Torstensonska palatset som började byggas 1640 för fältmarskalken Lennart Torstensons räkning. Han lät resa sitt palats i nordöstra hörnet av det nybildade kvarteret Leoparden (nuvarande Lejonet). Delar av palatset är bevarade i Arvfurstens palats i form av en flygelbyggnad mot Fredsgatan. Där finns fortfarande palatsets påkostade sandstensportal.
Lennart Torstenson fick aldrig flytta in i sitt palats. När han avled 1651 var bygget fortfarande i full gång. Tidiga grannar till honom blev rådmannen Henrik Ulfvenklou (Wulff), vilken 1644 lät uppföra ett stenhus direkt väster om Torstensons palats. Fältmarskalken Gustaf Horn byggde 1642–1648 sitt palats i kvarteret Johannes större, mittemot det Torstensonska. I samma kvarter lät stadsingenjören Anders Torstensson uppföra sitt stenhus 1640. Det var han som stod för det praktiska arbetet med de nya stadsplanerna för Norrmalm och Södermalm. Vid mitten av 1660-talet var kvarteret Tigern bebyggt med palats för högadeln.
Två hantverkare etablerade sig 1640 och 1641 med hus och verkstäder i kvarteret Johannes större: hovremsnidaren Simon Juterbock respektive sadelmakaren Hans Herman. Efter dem uppkallas de båda byggnaderna som tillsammans går under namnet Sadelmakarens hus. Intill byggde samtidigt kanngjutarmästaren Göran Jeske det så kallade Kanngjutarmästarens hus. Årtalet 1640 syns på fasaden i form av till siffror utbildade ankarslut. Byggnaden är idag ett av Stockholms bäst bevarade 1600-talshus utanför Gamla stan. Ytterligare en hantverkare flyttade till området, sadelmakaren och remsnidaren Gudmund Dyk som 1646–1652 lät i det då nybildade kvarteret Brunkhuvudet uppföra sin verkstad och bostad. Byggnaden kallas idag Mäster Dyks hus.
När Lennart Torstenson började bygga sitt palats gick Norrmalms strandlinje mot Klara sjö direkt väster om kvarteren, ungefär i nuvarande Rödbodgatans sträckning. På en dansk 1640-talskarta över Stockholm visande Norrmalm syns de nybildade kvarteren och bryggorna mot Klara sjö. Genom omfattande utfyllnader, samt i viss mån landhöjningen, flyttades strandlinjen under århundradenas lopp längre västerut och nya kvarter tillkom. Departementsstadens centrala delar med Drottninggatan och Fredsgatan som huvudgator har dock sina mått och sin struktur kvar alltsedan 1600-talets mitt.

### Klarabranden

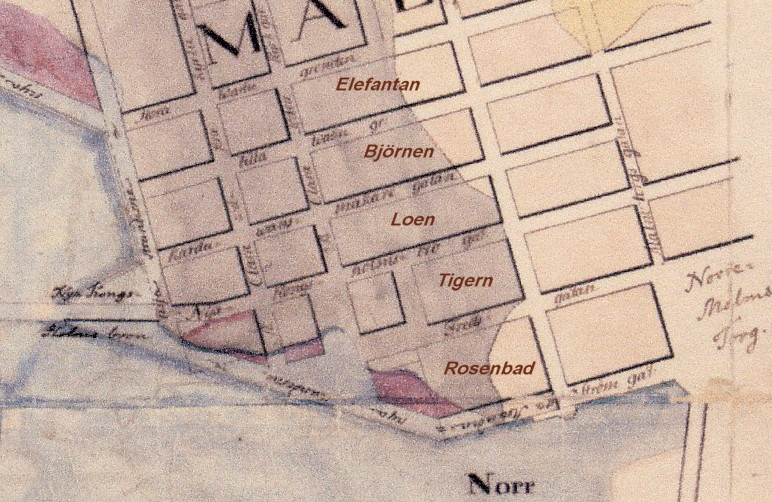
Det av Klarabranden 1751 berörda område (mörktonat).

År 1751 drabbades Norrmalms södra del av Klarabranden och i stort sett samtliga kvarter väster om Drottninggatan berördes, så även Björnen, Loen, Tigern och Rosenbad. Många byggnader som uppförts under 1600-talets andra hälft förstördes, bland dem Adelcrantzska palatset i kvarteret Björnen. Huset återuppbyggdes 1753 efter ritningar av arkitekten Carl Fredrik Adelcrantz. Även andra hus gick att åter sätta i stånd, men flera nybyggdes också, som hovapotekare Wertmüllers trevåningshus i kvarteret Tigern.

### Kvarterens namn
Kvarterens djurnamn (Lejonet, Tigern, Björnen och Loen) är mycket gamla. De infördes mellan 1640- och 1660-talen och tillhör kategorin "vilda djur". Johannes större är känt från mitten av 1650-talet som S:t Johannes. Namnet Rosenbad går tillbaka till slutet av 1600-talet då ett badhus låg här. Kvartersnamnet Vinstocken härrör från 1700-talets början och tycks vara slumpmässigt valt. Brunkhuvudet och Brunkhalsen har sina namn efter Brunkeberget som här har sin södra utlöpare. Förledet brunke härrör från ordet "brant". Nyast är Röda bodarne som uppkallats efter rödmålade hamnbodar som låg där under 1800-talets början.

## Bakgrund till Departementsstadens uppkomst

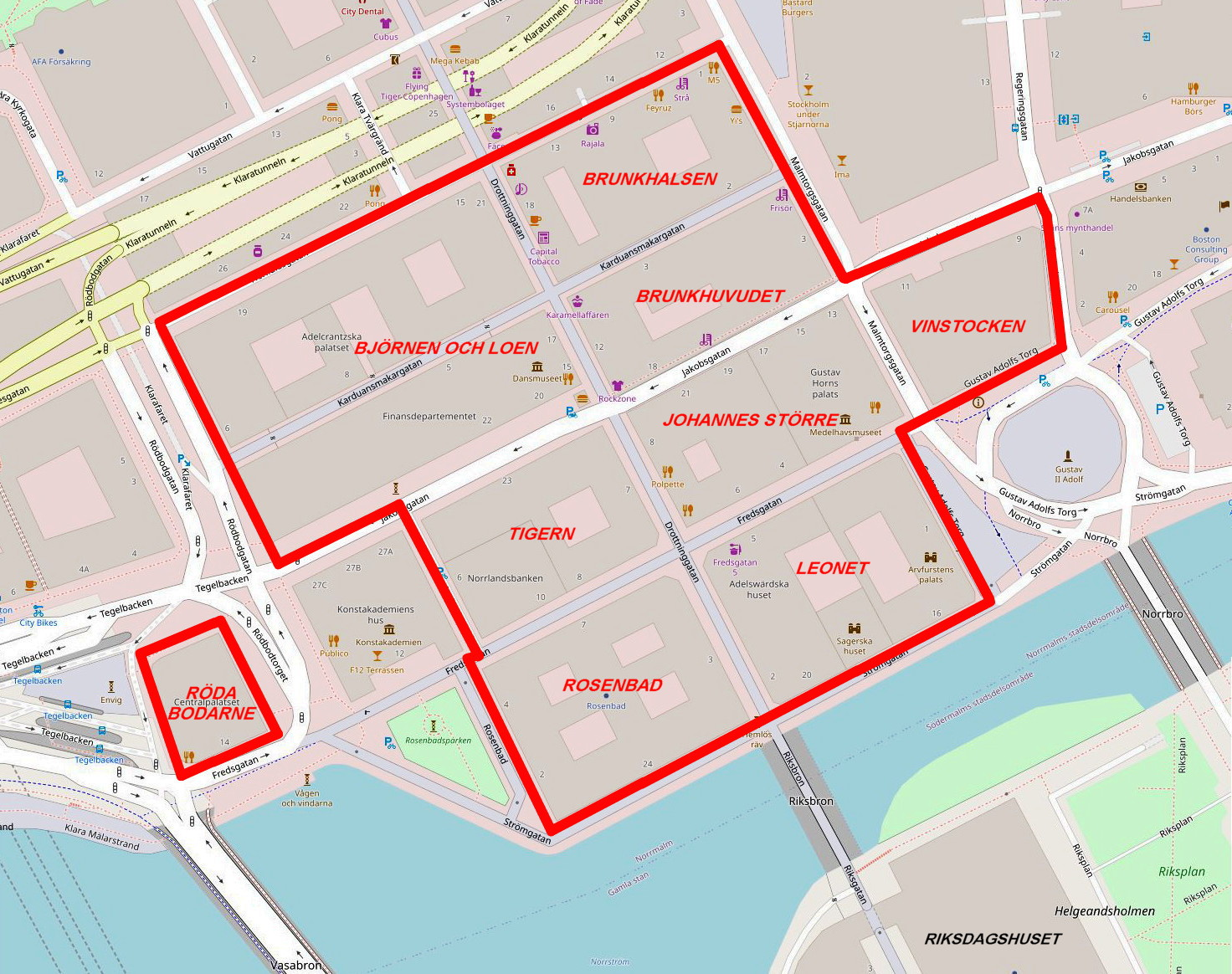
Departementsstadens kvarter, 2020.

I början av 1960-talet föreslog Byggnadsstyrelsen att samla den statliga kontorsverksamheten i ett område på Nedre Norrmalm som begränsas i öster av Malmtorgsgatan, i norr av Herkulesgatan, i väster av Tegelbacken och i söder av Strömgatan och Norrström. Centralt genom området löper Drottninggatan som här sedan 1800-talets andra hälft utvecklats till Stockholms nya affärscentrum med bank- och försäkringspalats och eleganta butiker. Gatan blev under 1840- och 1850-talet stadens ”snobbränna”, ett promenadstråk för folk som ville synas.
Utslagsgivande för etableringen i de gamla Klarakvarteren var att Riksdagen skulle flytta från sina tillfälliga lokaler i Kulturhuset tillbaka till Helgeandsholmen. Läget för riksdagshusets permanenta bygge diskuterades länge under slutet av 1960-talet. Det fanns långtgående planer på ett riksdagshus i kvarteret Vinstocken vid Gustav Adolfs torg. 1969 beslöts dock att bygga om gamla Riksdags- och Riksbankshusen och flytta till Helgeandsholmen igen.
Från kvarteren på södra Norrmalm skulle departementens medarbetare få gångavstånd till Riksdagshuset och ett koncentrerat område var lättare att bevaka än ett över flera stadsdelar utspritt. Innan dess var departementen utspridda på bland annat Norrmalm och i Gamla stan, exempelvis i Kanslihuset och Kanslihusannexet och före detta Skandiahuset vid Mynttorget. Det senare byggdes om för Utbildningsdepartementet som flyttade in 1967. Det fanns även planer på att anlägga en departementsstad i Kymlinge norr om Stockholm. För snabba kommunikationer till och från staden byggdes Kymlinge tunnelbanestation. Planerna realiserades dock inte och tunnelbanestationen togs aldrig i bruk.
Redan i början av 1900-talet flyttades några departement till södra Norrmalm, bland dem Utrikesdepartementet som 1906 övertog Arvfurstens palats i kvarteret Lejonet. År 1918 flyttade dåvarande Ecklesiastikdepartementet till Kronprinsens stall (numera rivet) vid Tegelbacken och det nybildade Handelsdepartementet flyttade 1922 in i kvarteret Rosenbad vars byggnader övertogs av staten 1919 och 1924. År 1966 köptes före detta Skandinaviska Bankens hus i kvarteret Vinstocken och byggdes om för Försvarsdepartementet.

## Planering och genomförande

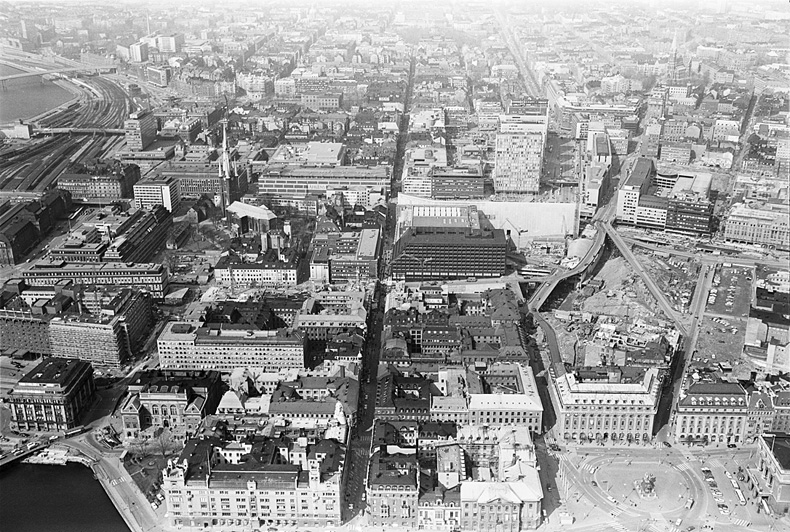
Nedre Norrmalm 1972 när omdaningen för regeringskvarteren tog sin början. Drottninggatan (mitt i bild) delar området i en östra och en västra sida.

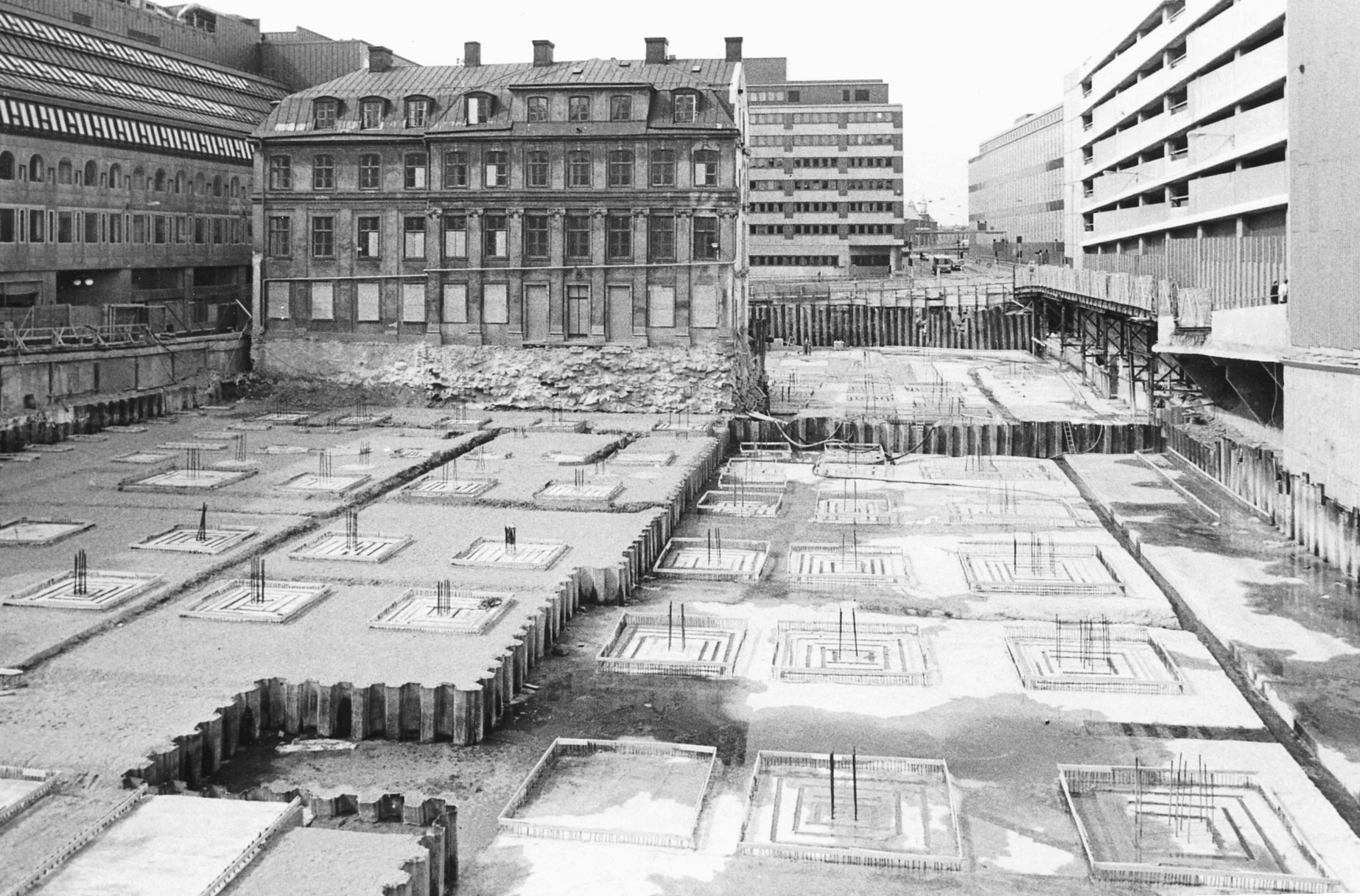
Adelcrantzska palatset 1979 och byggarbeten i kvarteret Björnen.

År 1965 började staten förvärva mark från Stockholms stad i kvarteret Loen där man övertog Svenska Dagbladets gamla fastighet i hörnet Karduansmakargatan / Klara södra kyrkogata. Norrmalmsregleringen pågick för fullt i kvarteren norr om Loen och hela området befann sig under komplett omdaning. Samtidigt fick arkitektkontoret Ahlgren-Olsson-Silow i uppdrag att utarbeta en utbyggnadsplan för kvarteren Björnen, Loen, Brunkhalsen, Brunkhuvudet, Johannes Större och Tigern. Arkitekterna föreslog fullständig rivning och nybyggnad, med undantag för det sedan 1935 byggnadsminnesskyddade Adelcrantzka palatset i kvarteret Björnen. De föreslagna rivningarna skulle dock inte bli så omfattande som arkitekterna hade föreslagit och flera byggnader blev kvar, bland annat i Brunkhalsen, Brunkhuvudet och Johannes Större.
År 1968 överlämnades utbyggnadsplanen till staten för granskning. Gällande kvarteren Brunkhalsen och Brunkhuvudet (de så kallade Brunkarna) skar det sig mellan Stockholms stad och Byggnadsstyrelsen om hur kvarteret skulle bebyggas. Staden hade i samband med Norrmalmsregleringen och 1962 års cityplan planerat att här låta uppföra ett stort parkeringshus för omkring 600 bilar vilket spolierade Byggnadsstyrelsens planer. Resultatet blev att staten till en början avstod från Brunkarna.

### Kvarteren väster om Drottninggatan
I januari 1969 blev det definitivt klart att samtliga departement skulle samlas på Nedre Norrmalm. Den första stora flytten inleddes 1973 väster om Drottninggatan, när det så kallade Departementshuset, ritat av arkitekt Nils Tesch, blev färdigt i kvarteret Loen. Till en början fick Bostadsdepartementet, Jordbruksdepartementet och Socialdepartementet sina lokaler i den nya ämbetsmannabyggnaden på 25 000 kvadratmeter. Med detta bygge påbörjades även en breddning av Jakobsgatan som innebar att kvarterets södra fastigheter fick rivas, medan två äldre byggnader vid Drottninggatan 15–17 (före detta Tjenstemannabanken och före detta Sundsvalls Handelsbank) bevarades.
I grannkvarteret Björnen började 1977 en omfattande rivning med undantag för Adelcrantzka palatset. Sommaren 1978 rapporterade Tidningarnas Telegrambyrå (TT) att ”Regeringen gett startsignal för regeringsbyggnader med omkring 1 400 arbetsplatser till en kostnad av 140 miljoner kronor”. På ett fotografi från 1979 syns Adelcrantzka palatset ensamt i kvarteret medan grundläggningsarbetena för den nya bebyggelsen pågår runt omkring. Här uppfördes nya byggnader efter ritningar av arkitektkontoret Ahlgren-Olsson-Silow med lokaler för Arbetsmarknadsdepartementet, Finansdepartementet och Jordbruksdepartement som kunde flytta in 1982.
Mellan 1979 och 1981 byggdes även hela kvarteret Rosenbad om under ledning av Anders Tengboms arkitektkontor för Statsrådsberedningen och Justitiedepartementet. Samtidigt iordningställdes kvarteret Röda bodarne (Centralpalatset) för Handelsdepartementet.
I kvarteret Tigern, beläget söder om Björnen, sparades enbart fasaderna till två byggnader i Tigerns södra del: före detta Lifförsäkringsaktiebolaget Nordstjernan och före detta Norrlandsbanken. Tre hus i kvarterets norra del (mot Jakobsgatan) revs helt och ersattes 1982 av ett nytt kontorskomplex ritat av EHKL arkitektkontor. Därmed var omdaningarna för de nya regeringskvarteren väster om Drottninggatan avslutade.

### Kvarteren öster om Drottninggatan

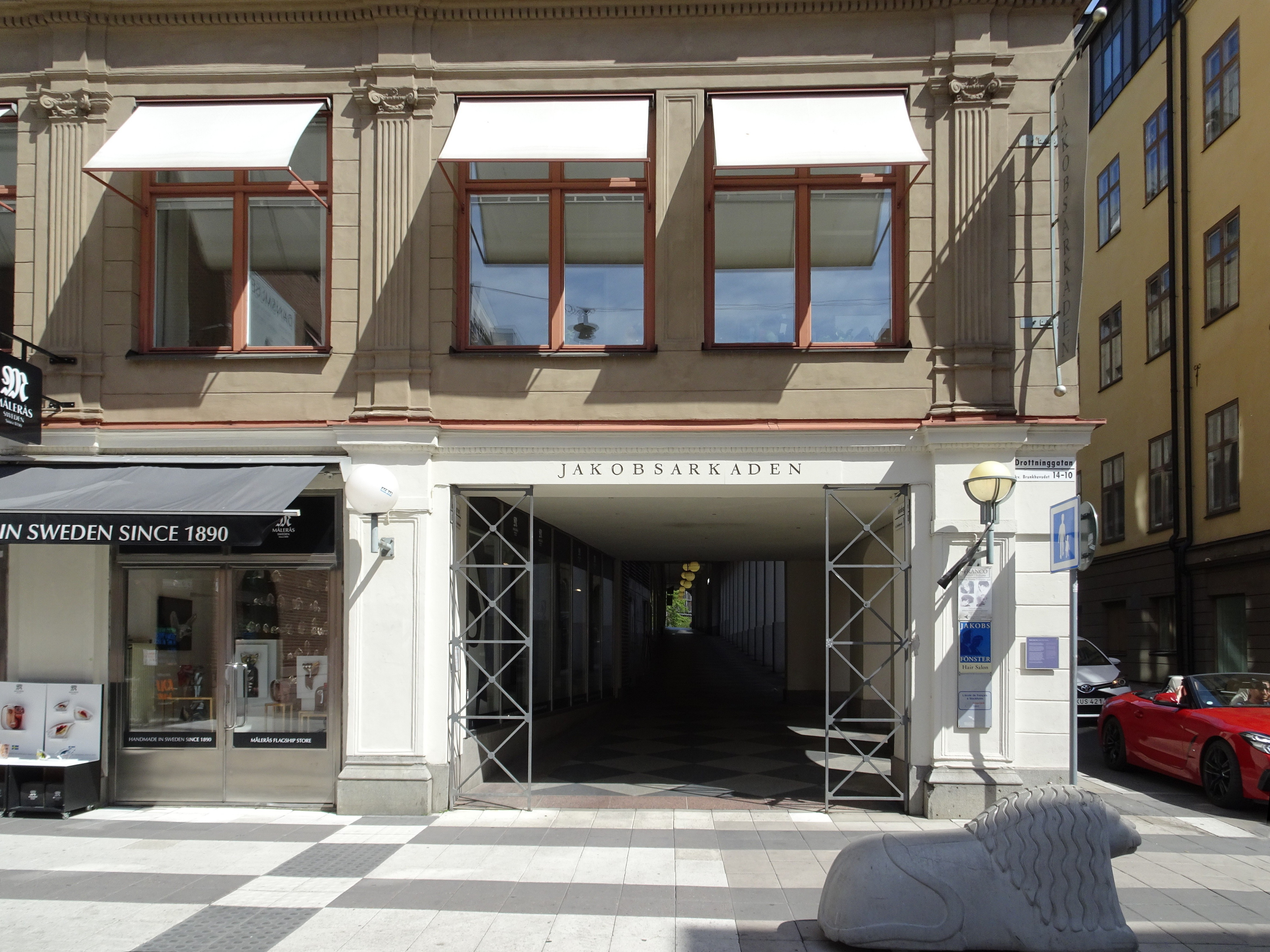
Jakobsarkaden räddade Mäster Dyks hus från rivning, vy österut.

År 1983 fortsatte Byggnadsstyrelsen sitt utredningsarbete med kvarteren öster om Drottninggatan. Under tiden hade Stockholms stad skrinlagt sina planer om ett stort parkeringshus i Brunkhalsen. Det blåste nya vindar, och nu gällde varsam upprustning i stället för rivning och nybyggnad, allt enligt Cityplan 1977 som även blev slutpunkten för Norrmalmsregleringen.
År 1979 förvärvade staten samtliga fastigheter i Brunkhuvudet och Brunkhalsen. Här fanns också några kulturhistoriskt värdefulla byggnader, bland dem Mäster Dyks hus mot Drottninggatan och Lifförsäkringsaktiebolaget Nordstjernans byggnad samt Nordiska Handelsbankens byggnad, båda mot Malmtorgsgatan. Den senare inrymde mellan 1928 och 1973 postkontoret Stockholm 16 och var länge rivningshotad. En medborgaropinion bidrog dock till att posthuset och Mäster Dyks hus bevarades och att den återstående delen av Jakobsgatan inte breddades. Istället lades trottoaren indraget bakom husens södra fasad och Jakobsarkaden skapades. I september 1988 kunde delar av Utrikesdepartementet flytta in i Brunkhuvudet medan Brunkhalsen 1993 blev hemvist för Kulturdepartementet och Utbildningsdepartementet.
Nästa ombyggnadsetapp gällde Kvarteret Johannes större, beläget direkt söder om Brunkhuvudet. Även i detta kvarter fanns flera kulturhistoriskt värdefulla byggnader, bland dem Gustav Horns palats, Sundsvallsbankens före detta byggnad, Sadelmakarens hus och Kanngjutarmästarens hus. Sundsvallsbankens hus övertogs av staten redan 1972 och byggdes 1984 om för Utrikesdepartementets pressrum. 1988 avslutades en större ombyggnad av kvarteret som gällde en förbindelsekulvert till Brunkhuvudet och lokaler för Medelhavsmuseet.
Kvarterets västra delar (mot Drottninggatan) ombyggdes åren 1992 till 1995 och berörde Sadelmakarens och Kanngjutarmästarens hus. Det senare anses vara ett av de bäst bevarade bostadshusen från 1600-talet utanför Gamla stan. Till kvarterets västra delar flyttade 1995 Utrikesdepartementets handelsavdelning. En sista etapp som omfattade bland annat renovering av fasaderna i den östra kvartersdelen blev klart 1997. Därmed var tre decenniers omdaning av Stockholms regeringskvarter avslutad.

## Moderniseringar och upprustningar

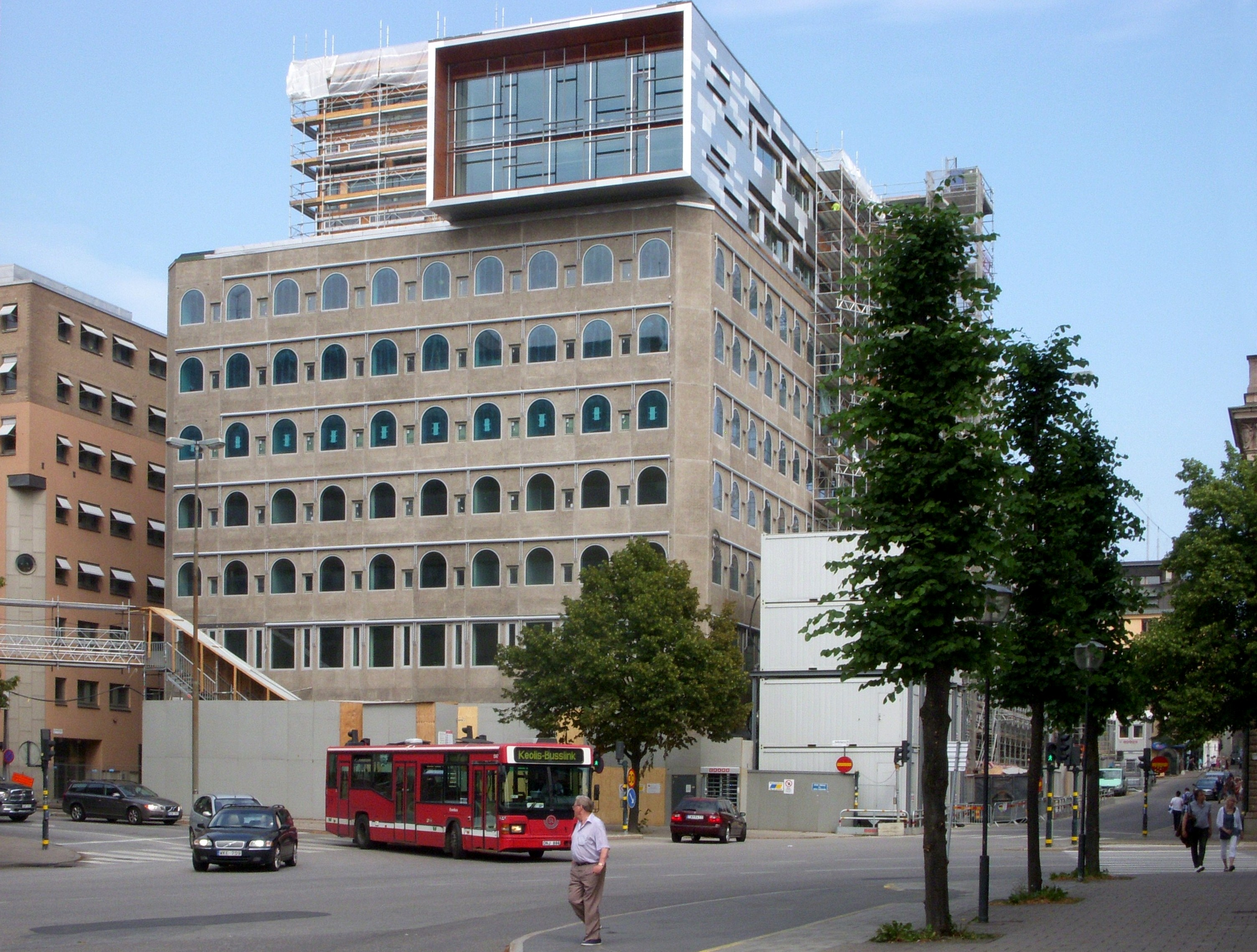
Näringsdepartementets hus byggs på med flera våningar, 2011.

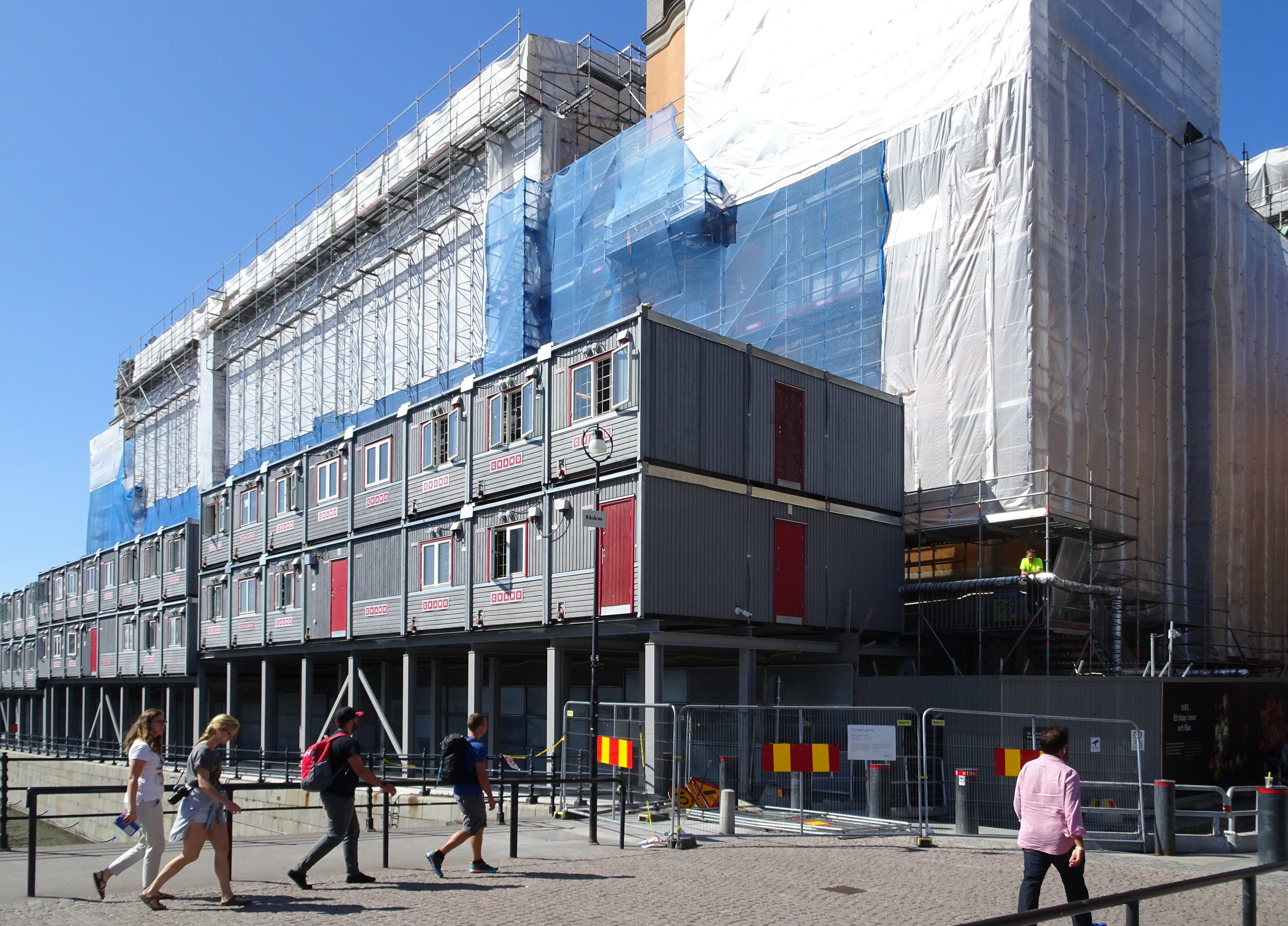
Renovering av Rosenbad pågår, 2020.

Inga större om- eller nybyggnader hade gjorts i Departementsstaden sedan 1990-talets slut, men i början av 2000-talet var några av regeringskvarterens fastigheter i stort behov av teknisk och lokalmässig upprustning. 

### Kvarteret Tigern
Ombyggnad av kvarteret Tigern inleddes 1999 sedan utredningar från 1995 visat på ett behov av förbättrad arbetsmiljö och inomhusklimat. Det fanns även krav på ökat antal arbetsplatser för Regeringskansliet. Som generalkonsult och arkitekt för projektet anlitades Wingårdh Arkitektkontor.

### Kvarteret Loen
Åren 2009 till 2012 genomfördes en omfattande ombyggnad av Nils Teschs byggnad från 1960-talet i kvarteret Loen. Huset påbyggdes med några våningar och den tekniska utrustningen moderniserades. För gestaltningen stod BAU Arkitekter och Reflex Arkitekter. I september 2017 klassades kvarteret Loen som miljöbyggnad i klass silver. Av de 14 parametrar som granskats blev det fyra guld, sju silver och tre brons.

### Kvarteret Björnen
Under hösten 2014 påbörjades moderniseringen av kvarteret Björnen. Delar av 1980-talsbyggnaden revs och påbyggdes sedan med sex nya våningar. En gårdsflygel revs och gjorde Adelcrantzska palatset mer synligt. Även palatset fick en välbehövlig uppfräschning. Arbetena avslutades 2018. Byggherre var Statens Fastighetsverk, arkitekter var White arkitekter och BAU Arkitekter.

### Kvarteret Rosenbad
I januari 2019 inleddes en omfattande renovering av byggnadsbeståndet i kvarteret Rosenbad som beräknas vara avslutad 2021. Utöver en invändig upprustning av lokaler och tekniska installationer ingår även restaurering av fasadernas stendetaljer. Stenar som behöver nytillverkas har gjutits av och kommer att huggas på ett stenhuggeri i Hannover. Regeringskansliets verksamhet är under tiden inrymd i kringliggande kvarter. Statsminister Stefan Löfven fick ett tillfälligt tjänsterum i Adelcrantzka palatset i kvarteret Björnen där Statsminister Ulf Kristersson satt fram till 2023, då Rosenbad blev klart för inflyttning. Renoveringen beräknas kosta 1,4 miljarder kronor. Ansvarig arkitekt är Arcona.
Hela området kring Rosenbad säkras för obehörig trafik genom hinder som består av fasta och rörliga pollare. Exempelvis finns en rad pollare som stänger av Fredsgatans genomfartstrafik till Gustav Adolfs torg. Liksom Rosenbads byggnader är samtliga fastigheter i Departementsstaden klassade som skyddsobjekt.

## Departementens kvarter
Kvarter och besöksadresser gällande år 2020. I alfabetisk ordning.

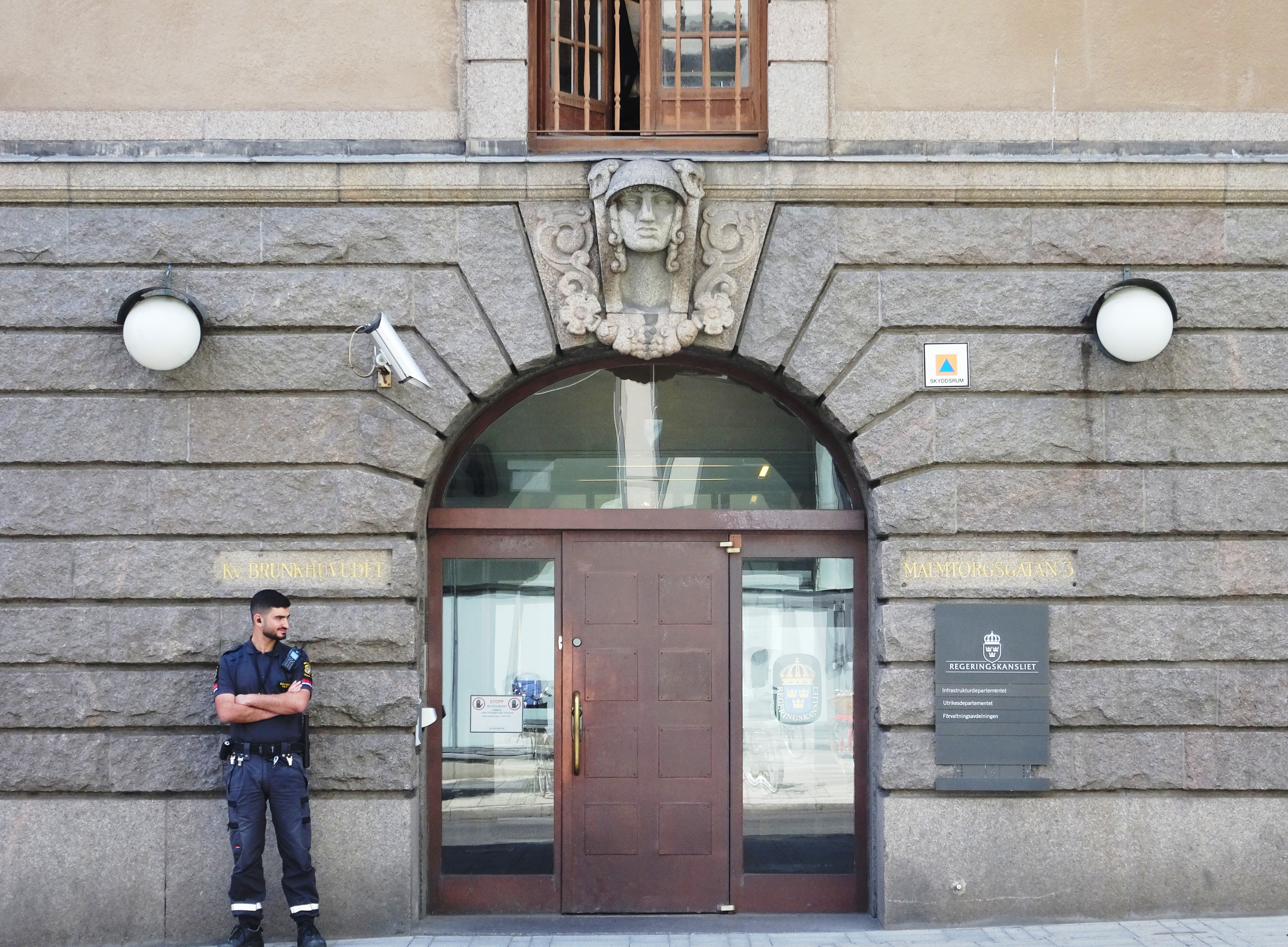
Entré till Infrastrukturdepartementet, kvarteret Brunkhuvudet (Malmtorgsgatan 3).

- Arbetsmarknadsdepartementet: Tigern (Fredsgatan 8)
- Finansdepartementet: Björnen och Loen (Jakobsgatan 24)
- Försvarsdepartementet: Vinstocken (Jakobsgatan 9)
- Infrastrukturdepartementet: Brunkhuvudet (Malmtorgsgatan 3)
- Justitiedepartementet: Björnen och Loen (Herkulesgatan 17)
- Kulturdepartementet: Brunkhalsen (Drottninggatan 16)
- Miljödepartementet: Johannes större (Fredsgatan 6)
- Näringsdepartementet: Björnen och Loen (Herkulesgatan 17)
- Socialdepartementet: Tigern (Fredsgatan 8)
- Utbildningsdepartementet: Brunkhalsen (Drottninggatan 16)
- Utrikesdepartementet: Lejonet (Gustav Adolfs torg 1)

## Departementsstadens kulturhistoriskt värdefulla byggnader (urval)
I alfabetisk ordning:
| Bild | Artikelnamn                                              | Kvarter         | Lagskydd             | Kort beskrivning | BBR-länk             |
| ---- | -------------------------------------------------------- | --------------- | -------------------- | --- | -------------------- |
|      | Adelcrantzska palatset                                   | Björnen         | Byggnadsminne (1935) | Palatset ritades 1753 av arkitekt Carl Fredrik Adelcrantz och är uppkallat efter honom. Efter 1928 låg Kungliga Vattenfallsstyrelsen i huset. Den övriga bebyggelsen i kvarteret revs 1977 och palatset är idag omgivet av regeringskansliets moderna kontorskomplex. | byggnadspresentation |
|      | Adelswärdska huset                                       | Lejonet         |                      | Byggnaden uppfördes 1890 och är ritad av arkitekt Isak Gustaf Clason. Uppdragsgivare var politikern och industrimannen Theodor Adelswärd. 2019 köptes byggnaden av staten för 550 miljoner kronor. | byggnadspresentation |
|      | Arvfurstens palats                                       | Tigern          | Byggnadsminne (1935) | Palatset uppfördes mellan 1783 och 1794 för prinsessan Sofia Albertina, syster till kung Gustav III. Arkitekt var Erik Palmstedt och inredningarna skapades av Louis Masreliez. Husets lokaler används sedan 1906 av Utrikesdepartementet. | byggnadspresentation |
|      | Centralpalatset, Stockholm                               | Röda bodarne    |                      | Byggnaden upptar hela kvarteret Röda bodarne. Arkitekt var Ernst Stenhammar och huset byggdes under åren 1896-1898 på uppdrag av bankiren Axel Burman. Förändrad takvåning och påbyggnad utfördes 1929–1931 genom arkitekt Sven Markelius. Sedan 2015 har delar av Utrikesdepartementet sina lokaler i huset. | byggnadspresentation |
|      | Departementets hus                                       | Loen            |                      | Byggnaden var det första nybygget för Departementsstaden, uppförd åren 1969–1971 efter arkitekt Nils Teschs ritningar. Teschs byggnad blev omstridd, både utskälld och lovordad. Åren 2009 till 2012 renoverades kvarteret Loen genomgripande och Teschs hus byggdes på med några våningar med volymer av olika djup och höjd, samt i avvikande fasadmaterial. För gestaltningen stod BAU Arkitekter och Reflex Arkitekter. | byggnadspresentation |
|      | Mäster Dyks hus                                          | Brunkhuvudet    |                      | Byggherren för huset vid Drottninggatan 10 var sadelmakaren Gudmund Dyk som omkring 1640 lät på det då nybildade kvarteret uppföra sin verkstad och bostad. Delar av huset hyrde han även ut. På 1600-talets slut och 1700-talet ägdes byggnaden av adelsfamiljerna Bååth, Grundelstierna och Benzelstierna. Nuvarande utseende skapades på 1800-talets mitt av arkitekt Axel Kumlien. Huset förvärvades 1979 av staten genom Statens Fastighetsverk. | byggnadspresentation |
|      | Gahns hus                                                | Brunkhuvudet    | Byggnadsminne (1993) | Gahns hus ritades 1929 av arkitekt Wolter Gahn och uppkallades efter honom. Det är ett av Stockholms första funkishus. Uppdragsgivare var Skandinaviska Fastighetsbolaget. På platsen fanns innan dess Fagerbergska huset uppkallat efter sadelmakaren Jacob Fagerberg. | byggnadspresentation |
|      | Gustav Horns palats                                      | Johannes större | Byggnadsminne (1993) | Huset byggdes 1642–1648, för fältmarskalken Gustaf Horn, men brann i slutet av 1800-talet och byggdes om i förändrad karaktär på det gamla palatsets murar. Under tiden som huvudkontor för Inteckningsbanken byggdes huset till åt Fredsgatan och Jacobsgatan. Dagens exteriör härrör från 1930-talet, och idag hyser byggnaden Medelhavsmuseet samt delar av Regeringskansliet. | byggnadspresentation |
|      | Kanngjutarmästarens hus                                  | Johannes större | Byggnadsminne (1995) | Huset uppfördes på initiativ av kanngjutarmästaren Göran Jeske, även kallad Göran Kanngjutare, och stod färdigt år 1640. Årtalet syns på fasaden i form av till siffror utbildade ankarslut. Kanngjutarmästarens hus är ett av de bäst bevarade bostadshusen från 1600-talet utanför Gamla stan. Fastigheten förvärvades av staten 1967 och renoverades 1994–1995 för Regeringskansliet. Vid renoveringen rekonstruerades fasaderna från 1821. | byggnadspresentation |
|      | Kumlienska huset                                         | Lejonet         |                      | På dåvarande tomten Lejonet 2 som var långsmal och sträckte sig från Fredsgatan ner till dagens Strömgatan lät handelsmannen och rådmannen Henrik Ulfvenklou (Wulff) uppföra ett hus 1644. Under årens lopp blev huset både tillbyggt, påbyggt och ombyggt. Fastigheten på tomtens norra del byggdes 1882 om efter arkitekterna Axel och Hjalmar Kumliens ritningar. Det var då byggnaden började kallas "Kumlienska huset". I bottenvåningen hade John V. Löfgren & Co, en exklusiv butik för främst siden- och sammetstyger, sina lokaler, och på översta våningsplanet låg den kände Stockholmsfotografen Johannes Jaegers fotoateljé. År 1940 förvärvades fastigheten Lejonet 2 av staten och på 1970-talet utfördes invändiga och utvändiga ombyggnader för Utrikesdepartementet. | byggnadspresentation |
|      | Lifförsäkringsaktiebolaget Nordstjernan (Drottninggatan) | Tigern          |                      | I hörnet av Drottninggatan 7 och Fredsgatan 8 lät Lifförsäkrings AB Nordstjernan 1874–1876 uppföra ett nytt huvudkontor efter Axel och Hjalmar Kumliens ritningar. Byggnaden utgör den äldsta nu synliga delen av kvarteret Tigern. På hörnet mot Drottninggatan finns än idag Nordstjernans stjärnsymbol flankerad av två karyatider, skapade av skulptören Frithiof Kjellberg. Fasaden är delvis en replik och innanför döljer sig nybyggda, moderna kontorslokaler. | byggnadspresentation |
|      | Lifförsäkringsaktiebolaget Nordstjernan (Malmtorgsgatan) | Brunkhalsen     |                      | Arkitekt Erik Josephson ritade byggnaden i rött tegel och kalksten som uppfördes 1897–1899 för Lifförsäkrings AB Nordstjernan. Bolaget hade sedan tidigare sitt huvudkontor ett stenkast längre bort i kvarteret Tigern vid hörnet Drottninggatan / Fredsgatan. Huset var länge rivningshotat och skulle lämna plats för ett stort parkeringshus för omkring 600 bilar. 1979 förvärvades byggnaden tillsammans med samtliga andra fastigheter i kvarteret av svenska staten för att bli en del av Stockholms regeringskvarter. | byggnadspresentation |
|      | Nordiska Handelsbanken                                   | Brunkhuvudet    |                      | Nuvarande byggnad uppfördes 1920 för Nordiska Handelsbanken efter ritningar av arkitekt Ernst Stenhammar. Åren 1928–1973 inrymde det postkontoret Stockholm 16. På platsen fanns ursprungligen Malmtorgsbadet, även kallat Stora Badhuset som öppnade 1869 på initiativ av Carl Curman. År 1988 byggdes huset om och renoverades för bland annat Utrikesdepartementets bibliotek. | byggnadspresentation |
|      | Rosenbad                                                 | Rosenbad        | Byggnadsminne (1935) | Byggnaden är ritad av arkitekt Ferdinand Boberg för AB Rosenbad och Nordiska Kreditbanken och stod färdig 1902. Byggnaden har blivit något av en symbol för Sveriges regering. En omfattande renovering av Rosenbad påbörjades i januari 2019 och planeras vara klar hösten 2021. Under renoveringen har verksamheten flyttat till andra lokaler i Regeringskvarteren. | byggnadspresentation |
|      | Sadelmakarens hus                                        | Johannes större | Byggnadsminne (1995) | Sadelmakarens hus består av två fastigheter i hörnet Fredsgatan / Drottninggatan som bebyggdes 1640 och 1641 av två sadelmakare, Simon Juterbock respektive Hans Herman. På 1700-talet låg i gathuset Drottninggatan nr 6 den välkända Källaren Kejsarkronan som öppnade här 1728 och flyttade 1779 till Gamla stan. 1822 var ägaren grosshandlaren i vin och spirituosa, Johan Cederlund, känd för punschen som bär hans namn. Fastigheten förvärvades av staten 1967 och byggdes om 1994–1995 för Regeringskansliet, samtidigt förklarades byggnaden som statligt byggnadsminne. | byggnadspresentation |
|      | Sagerska huset                                           | Lejonet         | Byggnadsminne (1994) | Huset uppfördes för diplomaten Robert Sager som privatpalats under flera ombyggnader i slutet av 1800-talet. Huset beboddes av medlemmar av släkten Sager fram till 1988 och var då det sista bebodda privatpalatset i Stockholms innerstad. Det förvärvades därefter av staten och är sedan våren 1995 Sveriges statsministers officiella residens och representationsvåning. | byggnadspresentation |
|      | Skandinaviska Bankens palats                             | Vinstocken      | Byggnadsminne (1993) | Bankpalatset, beläget på Gustav Adolf Torgs norra sida, byggdes efter ritningar av arkitekt Erik Josephson för Skandinaviska Kreditaktiebolaget och stod färdigt 1918. På tomten fanns innan dess vinkällaren Kastenhof och efter 1857 det anrika Hotell Rydberg. En större tillbyggnad gjordes 1922 mot Jakobsgatan, även den ritad av Josephson. Fastigheten förvärvades av staten 1965 och byggdes om för i första hand Försvarsdepartementet. | byggnadspresentation |
|      | Skånebanken                                              | Rosenbad        | Byggnadsminne (1935) | Bankpalatset byggdes efter ritningar av Gustaf Wickman i jugendstil och år 1900 stod det klart för inflyttning. I slutet av 1960-talet lämnade banken lokalerna och staten köpte fastigheten som numera ingår i Rosenbadkomplexet. | byggnadspresentation |
|      | Sundsvalls Enskilda Bank                                 | Johannes större | Byggnadsminne (1995) | På platsen vid Fredsgatan 4 fanns ett hus från 1640, som byggts av stadsingenjören Anders Torstensson. Det revs och istället uppfördes 1902 ett elegant bankhus i jugendstil ritat av arkitekt Gustaf Wickman efter en arkitekttävling. Fasaderna gestaltades av skulptören Christian Eriksson. Byggnaden förvärvades av staten 1967 för att ingå i Departementsstaden. Bankhallen i bottenvåningen renoverades 1984 och återställdes i ursprungligt skick. Den fungerar numera som pressrum för Utrikesdepartementet. | byggnadspresentation |
|      | Sundsvalls Handelsbank                                   | Loen            |                      | År 1908 stod byggnaden med den rikt ornamenterade jugendfasaden i röd Övedssandsten och röd puts färdig som hade ritats av Thor Thorén. Bankverksamheten upphörde 1974 och lokalerna nyttjades därefter av Regeringskansliet. Mellan 2011 och 2013 renoverades byggnaden på uppdrag av Statens fastighetsverk. Man genomförde en varsam ombyggnad för bland annat Dansmuseet. | byggnadspresentation |
|      | Sydsvenska kreditaktiebolaget                            | Lejonet         |                      | Byggnaden är ritad av arkitekten Gustaf Wickman i jugendstil och år 1909 kunde Sydsvenska kreditaktiebolaget slå upp portarna för det nya huvudkontoret. Byggnaden förvärvades redan 1979 av staten. Idag rymmer den kontorslokaler för Utrikesdepartementet och butiker. | byggnadspresentation |
|      | Tjenstemannabanken                                       | Loen            |                      | Ernst Stenhammar ritade bankhuset som stod färdigt 1908. Byggnaden var en av de första i Stockholm med fasader i hårdbränt, handslaget Helsingborgstegel. I samband med bygget av Departementets hus 1969–1971 revs hörnhuset mot Drottninggatan och brandgaveln blottades. Den kläddes med Helsingborgstegel och fick nya fönsteröppningar vid en om- och nybyggnad 1979. Över entrén mot Drottninggatan märks ett skulpterat lodjurshuvud, som är symbol för kvarteret Loen. | byggnadspresentation |

## Andra länder
- Bonns regeringskvarter
- Londons regeringskvarter